# 1923年5月法国联合航空法曼“歌利亚”班机空难
1923年8月法国联合航空法曼“歌利亚”班机空难发生于1923年5月14日，一架法国联合航空注册编号为F-AEBY的法曼F.60“歌利亚”飞机因机翼结构失效而在法国索姆省的蒙叙尔坠毁。机上六人全部遇难。

## 飞机信息
涉事飞机为法曼F.60“歌利亚”F-AEBY，c/n 3。该机于1922年4月起在法国航空邮递公司服役，1923年一月转交至法国联合航空。

## 事故
这架飞机于当地时间12时35分自巴黎勒布尔歇机场起飞，机上载有两名机组乘员和四名乘客。13时42分，飞机在索姆省猛叙尔坠毁并燃起大火。一名乡村警卫目击了该事故，他看到飞机在约3,000英尺（910米）的高空飞行时，出现了他描述为“爆炸”的现象。随后，飞机坠毁并被火焰吞噬。机上六人全部遇难，包括法国联合航空的技术总监埃米尔·皮耶罗（M. Émile Pierrot）。事故原因被认定为机翼结构失效。一侧机翼在距离主残骸约200码（180米）的地方被发现，起落架的一对轮子则在亚眠到的博韦铁路线附近，距残骸数百码的位置被找到。

## 遇难者
以下为遇难者的国籍：
| 国籍 | 机务 | 乘客 | 总计 |
| ---- | ---- | ---- | ---- |
| 法国 | 2    | 1    | 3    |
| 美国 | –    | 2    | 2    |
| 芬兰 | –    | 1    | 1    |
| 总计 | 2    | 4    | 6    |